# Филиз Хюсменова
Филиз Хакъева Хюсменова е български политик от ДПС, министър без портфейл в правителството на Симеон Сакскобургготски, народен представител в XL народно събрание и XLIX народно събрание, на което е заместник-председател. Евродепутат през 2007 – 09, 2009 – 14 и 2014 – 2019.

## Биография
Родена е на 10 юни 1966 г. в Силистра.
Завършва френска и руска филология. Представлява Движението за права и свободи (ДПС) в кабинета на Симеон Сакскобургготски като министър без портфейл. Избрана е за депутат в XL народно събрание от листата на ДПС. По-късно е определена за наблюдател в Европейския парламент (ЕП), а от 1 януари 2007 г. – за временен евродепутат от групата на Алианса на либералите и демократите за Европа (АЛДЕ). Заместник-председател на комисията на Европейския парламент за регионално развитие. Водач на листата на ДПС за изборите за български представители в Европейския парламент от 20 май 2007 г., от 7 юни 2009 г. и от 25 май 2014 г.
Владее френски, руски и турски език. Омъжена, с едно дете.